# Micrambyx yvonnae
Micrambyx yvonnae är en skalbaggsart som beskrevs av Mourglia 1991. Micrambyx yvonnae ingår i släktet Micrambyx och familjen långhorningar. Inga underarter finns listade i Catalogue of Life.